# S/2003 J 2
S/2003 J 42 és un satèl·lit natural retrògrad irregular del planeta Júpiter. Fou descobert l'any 2003 per un equip de la Universitat de Hawaii liderat per Scott Sheppard.

## Característiques
S/2003 J 2 té un diàmetre d'uns 2 quilòmetres, i orbita Júpiter a una distància mitjana de 29,54 milions de km en 980 dies, a una inclinació de 154 º a l'eclíptica (152° a l'equador de Júpiter), en una direcció retrògrada i amb una excentricitat de 0,2255, sent el satèl·lit conegut més allunyat del planeta.
No sembla pertànyer a cap grup, o en tot cas formaria un grup propi a un semieix major de prop de 30 milions de quilòmetres i una inclinació d'uns 160 graus.
Els límits de la influència gravitatòria de Júpiter estan definits per la seva esfera de Hill, amb un radi d'uns 52 milions de km. S'estima que els satèl·lits retrògrads amb eixos fins al 67% de Radi de Hill són estables. Per tant, és possible que encara es descobreixin més satèl·lits exteriors orbitant Júpiter.

## Denominació
Com que la seva òrbita encara no ha estat determinada amb precisió, el satèl·lit conserva la seva designació provisional que indica que fou el segon satèl·lit descobert al voltant de Júpiter l'any 2003.